# Myrabolia grouvelliana
Myrabolia grouvelliana is een keversoort uit de familie Myraboliidae. De wetenschappelijke naam van de soort is voor het eerst geldig gepubliceerd in 1877 door Reitter.